# Зелена Ольга Олексіївна
Ольга Олексіївна Зелена (10 липня 1937, м. Київ, нині Україна — 9 червня 2020, м. Чортків, Україна) — українська бібліотекарка, майстриня сучасного декоративно-прикладного мистецтва в галузі аплікації.

## Життєпис
Олена Зелена народилася 10 липня 1937 в місті Києві в робітничій родині Корсунів. Під час Другої світової війни разом з матір’ю була вивезена до Німеччини на примусові роботи.
У 1948 році разом з батьками оселилась у Чорткові. Закінчила Теребовлянський культосвітній технікум. У 1958 році розпочала свою трудову діяльність у бібліотеках Чорткова на різних посадах.

## Творчість
З дитинства займалася різними видами рукоділля: аплікацією на тканині, мереживом, макраме, вишивкою, м’якою іграшкою, малювала. З початку 1980-х років брала участь у виставках образотворчого мистецтва. В доробку майстрині більше 170 робіт.
У липні 1997 року Ользі Зеленій присвоєно звання «Майстер сучасного декоративно-прикладного мистецтва в галузі аплікації».